# Lanxi, Suihua
Lanxi är ett härad som lyder under Suihuas stad på prefekturnivå i Heilongjiang-provinsen i nordöstra Kina.